# Saloá
Saloá är en kommun i Brasilien.   Den ligger i delstaten Pernambuco, i den östra delen av landet, 1 400 km nordost om huvudstaden Brasília. Antalet invånare är 15 283.
Omgivningarna runt Saloá är huvudsakligen savann. Runt Saloá är det ganska tätbefolkat, med 67 invånare per kvadratkilometer.